# Holmsjön (Sorsele socken, Lappland)
Holmsjön är en sjö i Sorsele kommun i Lappland och ingår i Umeälvens huvudavrinningsområde. Sjön har en area på 0,0877 kvadratkilometer och ligger 349,1 meter över havet. Sjön avvattnas av vattendraget Bjurbäcken.

## Delavrinningsområde
Holmsjön ingår i det delavrinningsområde (723531-159379) som SMHI kallar för Utloppet av Sadisträsket. Medelhöjden är 365 meter över havet och ytan är 15,18 kvadratkilometer. Det finns inga avrinningsområden uppströms utan avrinningsområdet är högsta punkten. Bjurbäcken som avvattnar avrinningsområdet har biflödesordning 3, vilket innebär att vattnet flödar genom totalt 3 vattendrag innan det når havet efter 257 kilometer. Avrinningsområdet består mestadels av skog (87 procent). Avrinningsområdet har 1,46 kvadratkilometer vattenytor vilket ger det en sjöprocent på 9,6 procent.